# Dinero, poder y asesinato
Dinero, poder y asesinato (título original: Money, Power, Murder.) es un telefilme estadounidense de misterio de 1989, dirigido por Lee Philips, escrito por Mike Lupica y basado en su novela, musicalizado por Miles Goodman, en la fotografía estuvo Richard C. Kratina y los protagonistas son Kevin Dobson, Blythe Danner y Josef Sommer, entre otros. Este largometraje fue realizado por CBS Entertainment Production y SKids Productions; se estrenó el 10 de diciembre de 1989.

## Sinopsis
Peter Finley es un periodista de televisión que se ve implicado en una conspiración, esto ocurrió por haberse interesado en la historia de una presentadora de la que no se sabe su paradero.